# Годиньо, Витор
Вито́р Мануэ́л да Кру́ш Годи́нью (порт. Vítor Manuel da Cruz Godinho; 27 октября 1944, Лиссабон — 14 июля 2023) — португальский футболист, играл на позиции нападающего.

## Биография

### Игровая карьера
Годинью большую часть своей футбольной карьеры играл за «Белененсеш», в составе которого за 15 сезонов в Примейре-лиге сыграл 272 матча и забил 33 гола. Затем он перешёл в «Сакавененш», в котором отыграл четыре сезона и в 1981 году завершил карьеру игрока в возрасте 37 лет.
За сборную Португалии сыграл один матч со сборной Кипра в отборе на чемпионат Европы 1976 года, который завершился победой португальцев со счётом 2:0.

### Смерть
Скончался 15 июля 2023 года в возрасте 78 лет.